# 大叶螺序草
大叶螺序草（学名：Spiradiclis bifida），为茜草科螺序草属下的一个植物种。